# بدلوویبریو

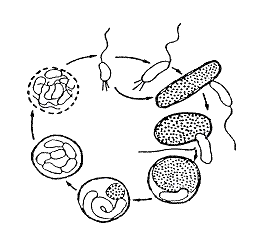
مراحل ورود بدلوویبریو به باکتری‌های دیگر

باکتری بدلوویبریو، یک باکتری خمیده گرم منفی هوازی اجباری به درازای ۱μmاست. سلولهای بدلوویبریو دقیقاً حرکت‌ها و چرخش‌های یک باکتری تاژکدار را نشان می‌دهد، همچنین ۱۰ برابر تندتر از دیگر باکتریهای هم اندازه خود حرکت می‌کند.

## ورود به دیگر باکتری‌ها
با نگاه دقیقتر به آن یا بااستفاده از تجهیزات میکروسکوپی همراه دوربین فیلمبرداری می‌توان نشان داد که اگر سلول‌های بدلوویبریو همراه دیگر باکتری‌ها همانند اشریشیا کلی در یک سوسپانسیون قرار می‌گیرند، بدلوویبریو بدست مواد شیمیایی جاذب با شتاب به طرف E.coli که از دید اندازه بزرگ‌تراست و از دید سرعت حرکت کندتر از بدلوویبریو دارد، حرکت کرده و در آن فرو می‌رود. دو سلول به یکدیگر چسبیده و با شتاب آغاز به چرخش می‌کنند. هنگامی که دوسلول در حال چرخش هستند بدلوویبریو با مکانیسم نامشخص آغاز به تجزیه کردن اشریشیا کلی می‌کند. این عمل چه بسا بدست فراورده‌های پروتئینی بدلوویبریو انجام می‌شود. بدلوویبریو بدون اینکه درونمایه درونی اشریشیا کلی را تجزیه کند، آن را نابود می‌کند. سپس برای سکونت در خانه جدید، بدلوویبریو اجزاء ساختمانی اش را به غشاء بیگانه اشریشیا کلی ملحق می‌کند. این عمل یعنی تثبیت درغشاء بیگانه یکی از توانایی‌های بی همتای باکتری بدلوویبر می‌باشد.
پس از نفوذ به دیواره سلولی E.coli و جدا کردن فلاژلش، بدلوویبریو خود را در فضای پری پلاسمی E.coli جمع می‌کند.(فضای پری پلاسمی فضایی است میان غشاءسلولی و دیواره سلولی). ماکرو مولکول‌ها، کم‌کم از سیتوپلاسم E.coli به فضای پری پلاسمی وارد می‌شوند.
بدلوویبریو ماکرومولکول‌ها را هضم می‌کند و همینگونه که تقسیم می‌شود به شکل یک مارپیچ بلند رشد می‌کند. در نزدیک ۳ تا۲ ساعت درونمایه سیتوپلاسم میزبان، حتی DNA آن هضم می‌شود و بدلوویبریو رشته‌ای به بیش از ۲۰ تکه تقسیم می‌شود که همه آن‌ها میله‌ای وخمیده هستند. هر میله دارای فلاژلی می‌شود. و هنگامیکه سلول میزبان، بدست آنزیم تراوش شده از بدلوویبریو می‌شکند، باکتری‌ها آزاد می‌شوند. سلول‌های جدید بدلوویبریو پیشترها به نام یک انگل ساده مورد توجه بودند. ولی با پژوهش‌های بیشتر نشان داده شد که، بدلوویبریو نه تنها انرژی میزبان را تهی سازی می‌کند، بلکه تمام درونمایه غذایی داخل آن را نیز هضم می‌کند، و به نام غذا مورد مصرف قرار می‌دهد و اکنون بدلوویبریو یک شکارچی باکتری است. بدلوویبریوبه همراه پروتوزوئرها و باکتریوفاژها به مهار جمعیت میکروبی خاک کمک می‌کند و این از دید اکولوژیکی دارای اهمیت است.
بعلاوه اکنون که عادتهای این باکتری شناخته شده، می‌شود از بدلوویبریو به نام عاملی جدید برای ریشه کن کردن باکتری‌ها بهره‌گیری شود.

## بکارگیری بدلوویبریو
می‌توان از بدلوویبریو برای مهار باکتری سالمونلا، بهره‌گیری کرد. به چرایی اینکه بدلوویبریو به باکتری‌های گرم منفی حمله می‌کند می‌توان با تزریق بدلوویبریو به جوجه‌ها بدست غذا یا آب، آن‌ها را محافظت کرده و سالمونلاها را از میان ببرند. با اینکه بدلوویبریو برای باکتری‌ها مضر است ولی برای انسان بی خطر است.

## رشد شکاری
وقتی که رشد شکاری است بدلوویبریو یک شیوه زندگی بی فازیک را نشان می‌دهد. با یک فاز Free swimming attack وsessile intra region. فاز رشدی پری پلاسمیک تا وقتی آن‌ها در داخل سلول شکار مرده هستند و ان با ترشح انزیم‌های گذرنده از غشا سیتوپلاسمی شکار برای گوارش ماکرومولکول‌های شکار و گرفتن تولیدات ان برای بدلوویبریو تجزیه می‌کنند. به نظر می‌رسد که بدلوویبریو اغلب در محیط‌های رقیقبه صورت شکاری باقی می‌ماند و نمی‌تواند به رشد HI برای بقا تبدیل شوداما بستگی به یافتن شکار برای همانندسازی دارد. در طی فاز Free swimming attack قرارگیری سریع در شکار، چسبیدن وتشخیص برای همانندسازی موفق بدلوویبریو ضروری هستند. به‌طور معمول آن‌ها نیمه عمری در حدود ۱۰ دقیقه در طی گرسنگی در محیط‌های بافری دارند. ژن‌های مکمل زیادی برای سیستم‌های کموتاکسی و فلاژله در ژنوم برای حرکت به سمت منطق غنی از شکار دیده شده‌است. بدلوویبریو به صورت برگشت‌پذیر به انواعی از سطوح شامل شامل ذرات غیرارگانیک و سلول‌های گرو مثبت (که شکارنیستند چون پریپلاسم ندارند) متصل می‌شوند. به نظر می‌رسد یک دوره کوتاهی وجد دارد که بلوویبریو شکارش را شناسایی می‌کند. اتصال بین دلوویبریو و شکارش غیرقابل بازگشت است و بدلوویبریو تهاجم خودش را اغاز می‌کند. یک منفذ کوچک در غشا خارجی شکار تولید می‌کندکه از طریق ان به داخل سلول فشرده می‌شود. وقی که داخل شدند منفذ دوباره بسته می‌شود و تغییر پپتیدوگلیکان‌های شکار سبب گرد شدن ان می‌شود و ساختاری را تشکیل می‌دهد که بدلوپلاست نامیده می‌شود. این با هیدرولیز اینتراپریپلاسمیک شکار ادامه می‌یابد. سلول بدلوویبریو دراز شده و در چندین جایگاه شکاف جدا می‌شود. چندین سلول حاصل قبل از اینکه موج نهایی انزیم‌های لاکتیک را برای ازاد شدن از بدلوپلاست وجستجوی شکار بیشتر ازاد کنند، فلاژله دار می‌شوند. اگرچه بدلوویبریو به‌طور فعال از کموتاکسی برای یافتن مناطق غنی از شکار استفاده می‌کند اما از چرخش فلاژله برای سوراخ کردن شکار استفاده نمی‌کند. پیلی‌ها در اتصال مؤثر و نفوذ به شکار دخالت دارند.

## بدلو ویبریوها در کجا یافت می‌شوند؟
هرجا که شکار مناسبی برای خوردن باشد آن‌ها یافت می‌شوند. نمونه‌های خاک و اب تازه اغلب شامل بدلوویبریو هستند. همچنین از فاضلاب و فلور طبیعی روده انسان اسب و جوجه جدا شده‌اند. بدلوویبریو شدیداً با بیوفیلم‌های طبیعی مرتبط است. شکار مؤثر در این جوامع باکتریایی طبیعی رخ می‌دهد. به رنج وسیعی از باکتری‌های پاتوژن گرم منفی شامل سالمونلا، Ecoli, پروتئوس , سودوموناس، بولخولدریا، سراشیا و سایرین حملا کرده و آن‌ها را می‌کشد. دارای شکار اختصاصی نیست اما بیشتر میزبان‌های گرم منفی را آلوده می‌کند. کپسول باکتریایی یک سد غیرموثر در برابر شکاربوسیله بدلوویبریو است. قادر به ورود و آلوده کردن سلول‌های پستانداران نیست.

## استفاده از بدلوویبریو
می‌توان از بدلوویبریو برای کنترل باکتری سالمونلا، استفاده کرد. به علت اینکه بدلوویبریو به باکتری‌های گرم منفی حمله می‌کند می‌توان با تزریق بدلوویبریو به جوجه‌ها به وسیله غذا یا آب، آن‌ها را محافظت کرده و سالمونلاها را از بین ببرند. با وجود اینکه بدلوویبریو برای باکتری‌ها مضر است ولی برای انسان بی خطر است.
بدلوویبریو ماکرومولکول‌ها را هضم می‌کند و همینطور که تقسیم می‌شود به شکل یک مارپیچ بلند رشد می‌کند. در طی حدود ۳ تا۲ ساعت محتویات سیتوپلاسم میزبان، حتی DNA آن هضم می‌شود و بدلوویبریو رشته‌ای به بیش از ۲۰ قطعه تقسیم می‌شود که همه آن‌ها میله‌ای وخمیده هستند. هر میله دارای فلاژلی می‌شود. و وقتی که سلول میزبان، به وسیله آنزیم ترشح شده از بدلوویبریو می‌شکند، باکتری‌ها آزاد می‌شوند. سلول‌های جدید بدلوویبریو سابقاً به عنوان یک انگل ساده مورد توجه بودند. ولی با مطالعات بیشتر نشان داده شد که، بدلوویبریو نه تنها انرژی میزبان را تخلیه می‌کند، بلکه تمام محتویات غذایی داخل آن را نیز هضم می‌کند، و به عنوان غذا مورد مصرف قرار می‌دهد و اکنون بدلوویبریو یک شکارچی باکتری است. بدلوویبریوبه همراه پروتوزوئرها و باکتریوفاژها به کنترل جمعیت میکروبی خاک کمک می‌کند و این از لحاظ اکولوژیکی حائز اهمیت است. بعلاوه اکنون که عادتهای این باکتری شناخته شده، ممکن است از بدلوویبریو به عنوان عاملی جدید برای ریشه کن کردن باکتری‌ها استفاده شود.

## موارد دیگر
بدلوویبریوباکتریوورس 100 HD سوییه‌ای است که تعیین سکانس شده و دارای ژنوم 3/8 Mb است و نشان می‌دهد که اگرچه دلوویبریو درگیر شکار و خوردن سایر باکتری‌ها است آن‌ها تعداد زیادی از ژن هایشان را، مثل سایر باکتری‌ها انگلی که به میزبان خود اتکا می‌کنند، از دست نداده‌اند. رابطه بدلوویبریو با سایر ارگانیسم‌ها بیشتر تغذیه‌کننده از شکار است تا انگلی. در اکثر موارد سلول میزبان را در طی ۱۵ دقیقه می‌کشد و رابطه انگلی طولانی مدتی را با میزبان ایجاد نمی‌کند. با نگهداری ژنوم بزرگ ان می‌توان در دو فاز رشدی مختلف وجود داشته باشد. سلول‌های وابسته به میزبان ((HD که به شکار برای رشد وتقسیم نیاز دارند و به صورت غیر وابسته به میزبان (HI) وقتی در محیط‌های غنی از مواد غذایی رشد می‌کنند همانطوری که ممکن در بیوفیلم‌ها و محیط‌های رسوبی یافت شوند. تعادل بین HD و HI در محیط‌های طبیعی شناخته شده نیست. اما رشد HI یک ابزار مفید برای نجات موتانت‌های غیرشکارچی برای استفاده در محیط Hزمایشگاه است. رشد شکاری به نظر می‌رسد که یک روش در بدلووویبریو در جایی که تولید اکتسابی تعداد زیادی از ژن‌ها برای انزیم‌های هیدرولیتیک و برای نفوذ به سلول شکار و دسترسی به نیچ داخل سلولی به وسیلهٔ غشا خارجی سلول میزبان محدود شده‌است. جاییکه بدلوویبریو به صورت خصوصی روی محتویات سلول میزبانبدون هیچ رقیبی از سایر باکتری هابرای مواد غذایی تغذیه کند. این تضاد با عادات خوردن سابر دلتا پروتئوباکترها، مانند میکسو باکترها که شکار را به صورت خارجی گوارش میکنندو موادغذایی گوارش شده شکار را در رقابت با سایر بکتری‌های اطرافشان استفاده می‌کنند، متفاوت است.